# فراعلم
فراعلم (همچنین به عنوان فراپژوهش شناخته می‌شود) (به انگلیسی: Metascience) استفاده از روش‌شناسی علمی برای مطالعه خود علم است. متاساینس به دنبال افزایش کیفیت تحقیقات علمی و در عین حال کاهش ناکارآمدی است. همچنین به عنوان «تحقیق در مورد تحقیق» و «علم علم» شناخته می‌شود، زیرا از روش‌های تحقیق برای مطالعه نحوه انجام تحقیقات و یافتن مکان‌هایی که می‌توان پیشرفت کرد، استفاده می‌کند. فراعلم به تمام زمینه‌های تحقیقاتی می‌پردازد و به عنوان «چشم پرنده‌ای از علم» توصیف شده است. به قول جان ایوانیدیس، «علم بهترین چیزی است که برای انسان اتفاق افتاده است… اما ما می‌توانیم آن را بهتر انجام دهیم».
در سال ۱۹۶۶، یک مقاله فراپژوهشی اولیه روش‌های آماری ۲۹۵ مقاله منتشر شده در ده مجله پزشکی معتبر را بررسی کرد. این نشان داد که «تقریباً در ۷۳ درصد از گزارش‌های خوانده شده… نتیجه‌گیری زمانی انجام شد که توجیه این نتیجه‌گیری‌ها نامعتبر بود». فراپژوهش در دهه‌های بعدی بسیاری از ایرادات روش‌شناختی، ناکارآمدی‌ها و شیوه‌های ضعیف را در تحقیقات در زمینه‌های علمی متعدد یافت. بسیاری از مطالعات علمی به ویژه در پزشکی و علوم نرم قابل بازتولید نبودند. اصطلاح «بحران تکرار» در اوایل دهه ۲۰۱۰ به عنوان بخشی از آگاهی رو به رشد از این مشکل ابداع شد.
اقداماتی برای رسیدگی به مسائل آشکار شده توسط فراعلم انجام شده است. این اقدامات شامل پیش ثبت‌نام مطالعات علمی و آزمایش‌های بالینی و همچنین تأسیس سازمان‌هایی مانند CONSORT و شبکه EQUATOR است که دستورالعمل‌هایی را برای روش‌شناسی و گزارش‌دهی صادر می‌کنند. تلاش‌های مستمری برای کاهش استفاده نادرست از آمار، حذف انگیزه‌های نادرست از دانشگاه، بهبود فرایند بررسی همتا، مبارزه با سوگیری در ادبیات علمی، و افزایش کیفیت و کارایی کلی فرایند علمی وجود دارد.